# 睦堯相
睦 堯相（モク・ヨサン、朝鮮語: 목요상、1935年9月9日 - ）は、韓国の裁判官、弁護士、政治家。第11・12・15・16代国会議員。号は法蕓（ポブン、법운）。本貫は泗川睦氏。キリスト教徒。

## 経歴
日本統治時代の京畿道の楊州郡（現・京畿道東豆川市）に生まれた。ソウル大師範大学付属高校、ソウル大学校法科大学法学科卒。第13回高等考試司法科合格。その後は大邱地方法院、ソウル刑事地方法院、ソウル高等法院の判事を務めたが、朴正煕政権時代に五賊筆禍事件やタリ誌筆禍事件などの筆禍事件で被告人の全員保釈決定や全員無罪判決などの当局の意思に反する判決を出した。その後は裁判官をやめ弁護士に転身したが、ソウルでの風当たりが強かったため、妻の故郷の大邱で人権派弁護士として活動した。
政界入りした後は1981年の第11代総選挙で民主韓国党の公認で大邱の選挙区から初当選した。1985年の第12代総選挙で再選されたが、1988年の第13代総選挙で落選した。また、この間は議員のほかに弁護士としても活動し、時局宣言事件で被告人の弁護をした。その後は故郷の京畿道の選挙区に移り、1996年の第15代総選挙で新韓国党の公認で再び当選し、政界に復帰した。2004年の第17代総選挙でも出馬したが、落選した。
国会議員を計4期務めたほか、民韓党院内総務・スポークスマン、民主党人権擁護委員長・中央常務委員会議長・最高委員、ハンナラ党党憲党規改正委員長・法律諮問委員長・院内総務・政策委議長・京畿道支部長、国会運営委員会委員長、国会法制司法委員会委員長、韓国・ベルギー議員親善協会会長、韓国・モロッコ議員親善協会会長、大韓民国憲政会理事・副会長・第17代補欠会長・第18代会長・元老会議議長、セヌリ党常任顧問、自由韓国党常任顧問を歴任した。
他に韓国山岳連盟京畿道北区支部会長、泗川睦氏大宗親会会長を務めたことがある。